# Внутренняя реклама

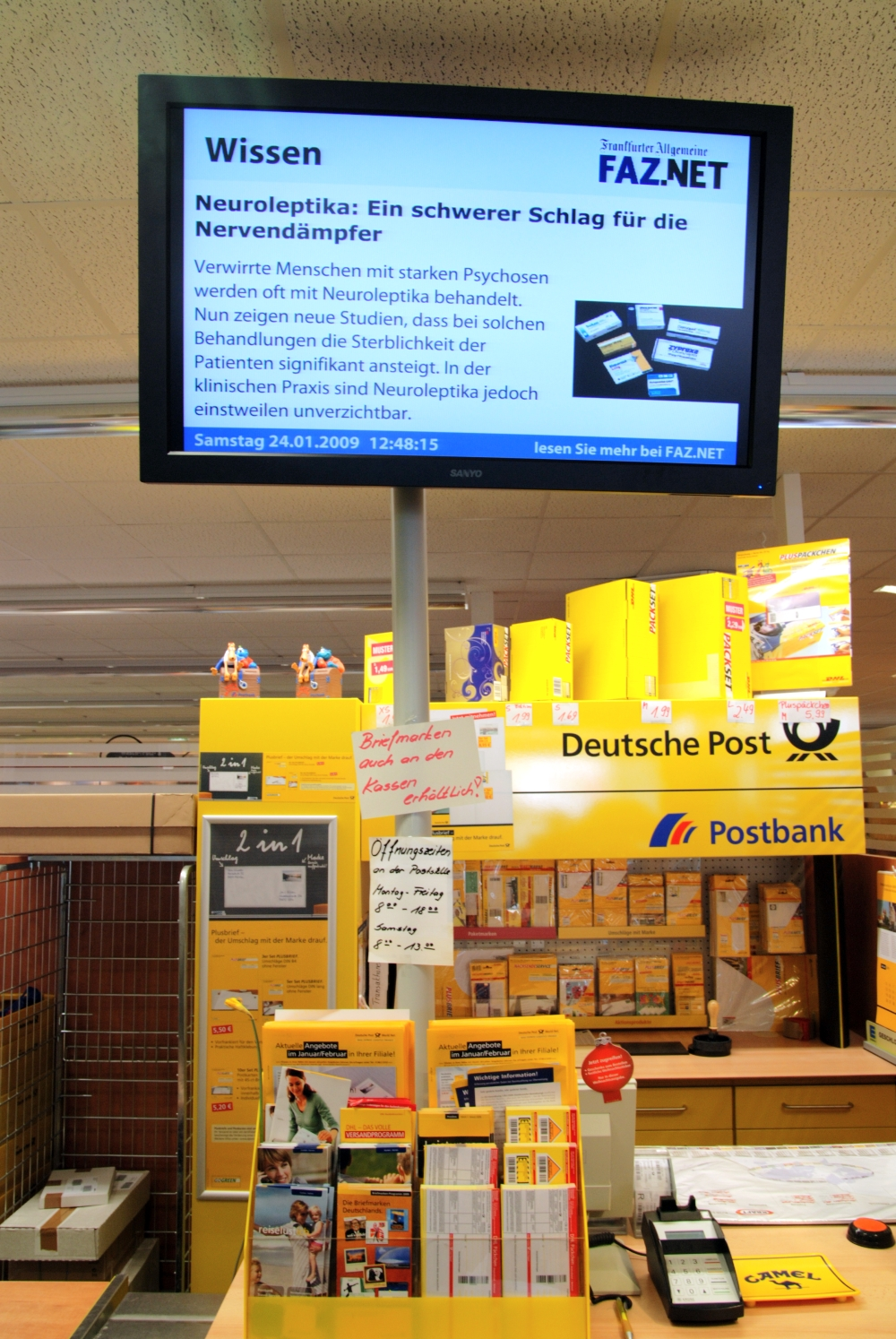
Реклама в магазине

Внутренняя реклама (интерьерная реклама, Indoor Advertising) — вид рекламы размещаемой на стационарной основе внутри помещений общественного назначения (в противоположность наружной рекламе). Обычно это реклама в местах продаж (торговых точках), аэропортах и вокзалах, в кинотеатрах, бизнес-центрах, подъездах, лифтах, местах развлечений, вузах, больницах и т. п.
Внутренняя и наружная реклама объединяются в рекламу Out Of Home (OOH), которая в свою очередь включается в ATL-рекламу.
Не существует полностью общепризнанного отнесения мест размещения именно к внутренней рекламе. Так, в США чаще можно встретить термины venue-based advertising, in-store marketing communications и point-of-purchase advertising, Digital Signage, Captive Media. Помещения метрополитена чаще относят к наружной рекламе, некоторые источники рассматривают отдельно рекламу в местах продаж.
Структура индустрии внутренней рекламы включает следующие основные формы организации:
- Агентства-операторы — предприятия-собственники рекламных носителей и их сетей или предприятия-владельцы контрактов на размещение внутренней рекламы.
- Производители рекламы — предприятия, которые специализируются на работах по проектированию и изготовлению внутренней рекламы.
- Маркетинговые агентства — предприятия, которые обеспечивают маркетинговую активность в этом сегменте.

Одна из классификаций по местам размещения внутренней рекламы включает
- собственно внутреннюю рекламу (в местах, не связанных с покупкой и потреблением);
- рекламу в местах продаж (in-store — магазины, HoReCa);
- transport indoor (вокзалы, аэропорты).

Основное преимущество внутренней рекламы по сравнению с наружной состоит в возможности более точного достижения относительно узкой целевой аудитории. Так, реклама в фитнес-клубе обеспечивает охват аудитории «женщины 25-45 лет», в то время как рекламный щит на улице такую сегментацию обеспечить не может.
В самой внутренней рекламе быстро развивается сегмент рекламы на видеомониторах (Digital Signage/Indoor TV).